# Island under andra världskriget
Island var vid inledningen av andra världskriget i personalunion med Danmark. Kontakterna upphörde när Tyskland ockuperade Danmark den 9 april 1940.

## Invasionen

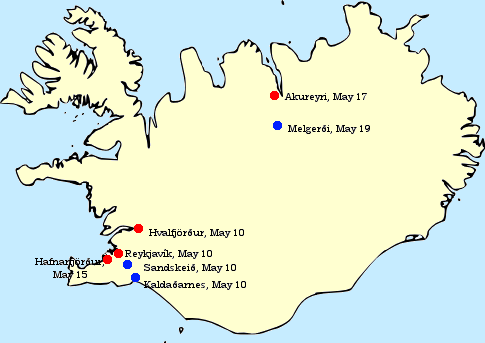
Primära brittiska mål var att förstöra alla landningsbanor (blå) och säkra strategiska hamnar (röd). På grund av transportproblem tog det mer än en vecka innan trupperna nådde norra delen av ön.

Storbritannien genomförde en oblodig invasion av Island som påbörjades 10 maj 1940 under namnet Operation Fork. Brittiska trupper landsteg nära Reykjavik. De mötte inget motstånd och kunde genast skära av kommunikationer, säkra strategiska platser och arrestera tyska medborgare. På kvällen den 10 maj sände Islands regering en protest där man sade att Islands neutralitet hade kränkts och att man väntade sig kompensation. Britterna lovade kompensation, fördelaktiga affärsförbindelser, att inte lägga sig i Islands angelägenheter och tillbakadragande av trupperna efter kriget. Den isländska regeringen anpassade sig till situationen och man samarbetade med de brittiska trupperna även om man formellt vidhöll sin neutralitetspolitik.
Island var ockuperat under återstoden av kriget. I mitten av 1941, allteftersom Storbritanniens behov av manskap ökade, stiftade USA och Island ett avtal där det då ännu officiellt neutrala USA övertog ockupationen med 40 000 soldater, som tillsammans var fler än alla vuxna isländska män. Denna ockupation påverkade Islands kultur och ökade amerikaniseringen, som är påtaglig i dag.

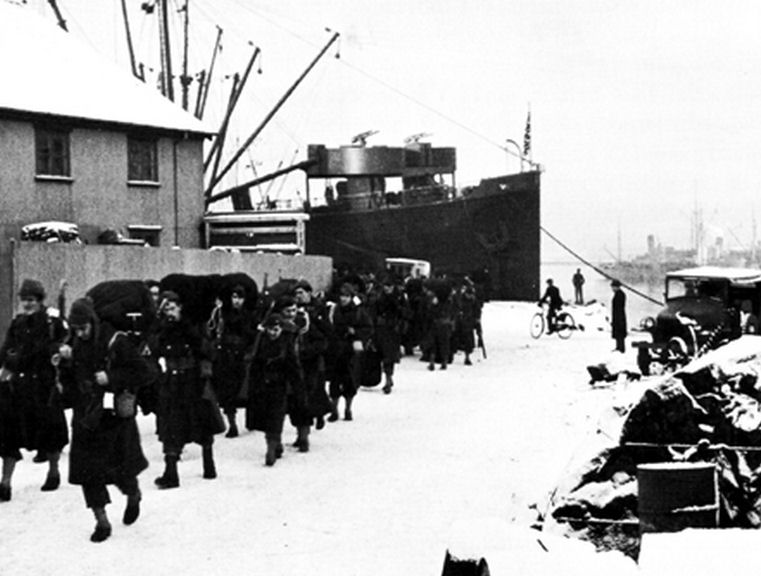
Amerikanska soldater anländer till Reykjavik i januari 1942.

I juni 1944 höll Island en folkomröstning som med överväldigande majoritet gjorde Island till självständig republik. Även om det fanns ett visst motstånd mot detta i det ockuperade Danmark, skickade Kristian X en gratulation.
Under kriget hade Nazityskland planer på att invadera Island, men dessa stod aldrig i närheten av förverkligande.
Förutom det kulturella inflytandet från Storbritannien och USA har ockupationen lämnat fysiska spår i form av kasernbyggnader i korrugerad plåt, spridda över ön.

### Fotnoter
1. ↑  Charlotta Sjöstedt (14 mars 2001). ”Skapade Island lagar mot kungamakt?”. Populär historia. http://popularhistoria.se/artiklar/skapade-island-lagar-mot-kungamakt. Läst 24 december 2017.